# Doko-uyanga
El doko-uyanga és una llengua en perill d'extinció que es parla al sud-est de Nigèria. Es parla en poques vil·les de la LGA d'Akamkpa, a l'estat de Cross River.
És una llengua que forma part de la sots-família de les llengües Agoi-Doko-Iyonigong, que pertanyen a les llengües de l'alt Cross, de la família lingüística de les llengües del riu Cross. Les altres llengües de la mateixa sots-família són l'agoi i el bakpinka, totes parlades a Nigèria.

## Ús
El doko-uyanga és una llengua amenaçada (6b). Té problemes amb la transmissió inter-generacional i les noves generacions la parlen molt poc.

## Població i religió
El 70% dels 300 parlants de doko-uyanga són cristians. Tots ells segueixen esglésies cristianes independents. El 30% restant professen religions tradicionals africanes.